# Prosper Dodds
Pour les articles homonymes, voir Dodds.
Prosper Dodds (1915-1973), père de la congrégation du Saint-Esprit, fut évêque de Ziguinchor et de Saint-Louis du Sénégal. 

## Biographie
Né le 17 février 1915 dans une famille métisse de Saint-Louis, il fut le neveu d'Alfred Dodds, général français, le frère aîné de Henri René Dodds, ambassadeur du Sénégal après l'indépendance de ce pays, en particulier auprès du Saint-Siège sous le pontificat de Paul VI, et auprès de l'ordre souverain de Malte, et le grand-oncle de Louis Sankalé, évêque de Nice.
Il a été préfet apostolique de Ziguinchor de 1947 à 1952, Vicaire apostolique de 1952 à 1955. Il est devenu évêque de Ziguinchor le 14 septembre 1955. Il le restera jusqu'en 1966, année de sa nomination comme évêque de Saint-Louis, sa ville natale.

## Hommages

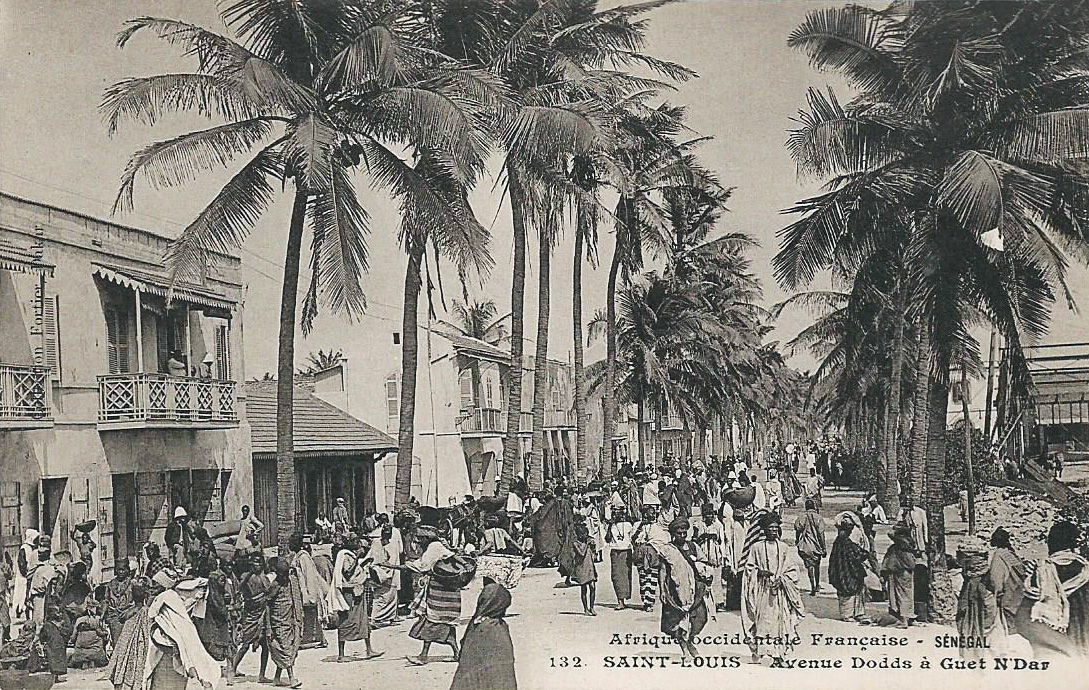
L'avenue Dodds à Saint-Louis (AOF).

Aujourd'hui une avenue de Saint-Louis et un collège d'Oussouye (Casamance) portent son nom.